# Macropharyngodon

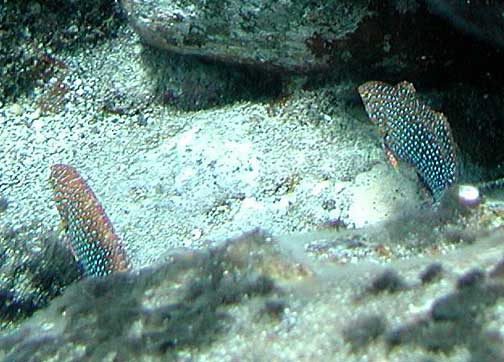
Macropharyngodon geoffroy

Macropharyngodon  es un género de peces de la familia de los Labridae y del orden de los Perciformes.

## Especies
Existen 10 especies de este género, de acuerdo con FishBase:
- Macropharyngodon bipartitus Smith, 1957
- Macropharyngodon choati Randall, 1978
- Macropharyngodon cyanoguttatus Randall, 1978
- Macropharyngodon geoffroy (Quoy y Gaimard, 1824)
- Macropharyngodon kuiteri Randall, 1978
- Macropharyngodon meleagris (Valenciennes en Cuvier y Valenciennes, 1839)
- Macropharyngodon moyeri Shepard y Meyer, 1978
- Macropharyngodon negrosensis Herre, 1932
- Macropharyngodon ornatus Randall, 1978
- Macropharyngodon vivienae Randall, 1978